# ミスマリ
ミスマリは、日本の音楽ユニット。三洋物産のイメージガールである6代目ミスマリンちゃんの音楽活動におけるユニット名である。所属レーベルはSummer Records。

## 経歴
2013年5月15日、グランドプリンスホテル新高輪で催された『CRスーパー海物語 IN 沖縄3』の特別先行展示会で、小柳歩、大浦育子、美月の3人が6代目ミスマリンちゃんに就任したことが発表された。発表と同時に「ちゅらシー」を披露した。
2014年4月、ミスマリとして音楽活動を開始させる。同時にタワーレコードがミスマリの専門レーベルとしてSummer Recordsを設立した。
2015年10月15日、6代目ミスマリンちゃんの卒業と同時に活動終了。後任の7代目ミスマリンちゃんはミスマリの活動を引き継がなかった。しかし、7代目以降のミスマリンはミスマリの楽曲をそれぞれカバーしている（いずれの未音源化）。特に「夏色サンセット」は7代目、8代目、アイドルユニットのWe-Z-uなど多くのアーティストにカバーされており、『PA新海物語』でも名前を公開していない女性歌手によるカバーが搭載されている。
2023年現在、歴代ミスマリンちゃんの中で、6代目はアーティスト活動を行った唯一の代となっている。

## メンバー
| 名前                         | 生年月日（年齢）      | 出身地   | 血液型 |
| ---------------------------- | --------------------- | -------- | ------ |
| 小柳歩 （こやなぎ あゆみ）   | 1991年8月20日（33歳） | 神奈川県 | AB型   |
| 大浦育子 （おおうら いくこ） | 1989年9月22日（35歳） | 奈良県   | A型    |
| 美月 （みづき）              | 1991年2月12日（34歳） | 埼玉県   | A型    |

## 作品

### その他楽曲
| 楽曲                                 | 収録アルバム                                         | 発売日         | 規格品番  | トラック番号 |
| ------------------------------------ | ---------------------------------------------------- | -------------- | --------- | ------------ |
| サクラ Vacation                      | SEA STORY COMPILATION ALBUM 4                        | 2014年11月24日 | -         | Disc.1-#12   |
| ちゅらシー 〜桜Ver〜                 | SEA STORY COMPILATION ALBUM 4                        | 2014年11月24日 | -         | Disc.1-#13   |
| ギンギラミラーボール                 | SEA STORY COMPILATION ALBUM 4                        | 2014年11月24日 | -         | Disc.1-#16   |
| ギンギラミラーボール                 | ギンパラ カーニバル                                  | 2021年4月30日  | -         | #11          |
| みんなのサンバ 〜WHOLE WORLD HAPPY〜 | SEA STORY COMPILATION ALBUM 4                        | 2014年11月24日 | -         | Disc.1-#17   |
| みんなのサンバ 〜WHOLE WORLD HAPPY〜 | ギンパラ カーニバル                                  | 2021年4月30日  | -         | #13          |
| 夏の奇跡                             | CR大海物語 BLACK サウンドトラック                    | 2015年7月6日   | -         | #2           |
| 夏の奇跡                             | GREAT SEA STORY -BEST ALBUM- 〜やっぱり大海が好き!〜 | 2017年12月15日 | JTCD-0002 | Disc.1-#8    |
| 夏空 -かけがえのないDays-            | CR大海物語 BLACK サウンドトラック                    | 2015年7月6日   | -         | #3           |
| 夏空 -かけがえのないDays-            | GREAT SEA STORY -BEST ALBUM- 〜やっぱり大海が好き!〜 | 2017年12月15日 | JTCD-0002 | Disc.1-#7    |
| 星に伝えて                           | CR大海物語 BLACK サウンドトラック                    | 2015年7月6日   | -         | #4           |
| 星に伝えて                           | GREAT SEA STORY -BEST ALBUM- 〜やっぱり大海が好き!〜 | 2017年12月15日 | JTCD-0002 | Disc.1-#9    |

## 出演

### テレビ
- 7つの海を楽しもう!世界さまぁ〜リゾート（TBS、2013年4月6日 - 2015年10月3日） - レギュラー
- マリンの海物語!〜ドリームプロジェクトM〜（BS-TBS、2013年11月5日 - 2014年10月28日） - レギュラー

### パチンコ
- CRスーパー海物語 IN 沖縄3
- CR海物語アクア
- CRスーパー海物語 IN 沖縄3 桜バージョン
- CRギンギラパラダイス情熱カーニバル
- CRまわるんパチンコ大海物語3
- CR大海物語3スペシャル
- CRAギンギラパラダイス 情熱カーニバル 強99バージョン
- CR大海物語 BLACK

## ライブ・イベント
| 公演名                                         | 公演日        | 会場                                       |
| ---------------------------------------------- | ------------- | ------------------------------------------ |
| 「飛び出せサマー」発売記念イベント             | 2014年4月30日 | タワーレコード渋谷店1Fエントランス         |
| 「飛び出せサマー」発売記念イベント             | 2014年5月1日  | タワーレコード秋葉原店                     |
| 「飛び出せサマー」発売記念イベント             | 2014年5月5日  | タワーレコードダイバーシティTOKYO          |
| 「飛び出せサマー」発売記念イベント             | 2014年5月10日 | タワーレコード横浜ビブレ店                 |
| 信濃川感謝祭2014 やすらぎ堤川まつり            | 2014年5月3日  | NST本社前                                  |
| 信濃川感謝祭2014 やすらぎ堤川まつり            | 2014年5月4日  | NST本社前                                  |
| 信濃川感謝祭2014 やすらぎ堤川まつり            | 2014年5月5日  | NST本社前                                  |
| 「マリンブルー・シークレット」発売記念イベント | 2014年7月7日  | タワーレコード秋葉原店                     |
| 「マリンブルー・シークレット」発売記念イベント | 2014年7月8日  | アソビットシティ秋葉原店                   |
| 「マリンブルー・シークレット」発売記念イベント | 2014年7月9日  | 渋谷マルイ                                 |
| 「マリンブルー・シークレット」発売記念イベント | 2014年7月10日 | タワーレコード渋谷店                       |
| 「マリンブルー・シークレット」発売記念イベント | 2014年7月11日 | タワーレコード横浜ビブレ店                 |
| 「マリンブルー・シークレット」発売記念イベント | 2014年7月12日 | タワーレコード錦糸町店                     |
| 「マリンブルー・シークレット」発売記念イベント | 2014年7月13日 | タワーレコード池袋店                       |
| Kobe Love Port・みなとまつり 2014              | 2014年7月20日 | 神戸メリケンパーク                         |
| Kobe Love Port・みなとまつり 2014              | 2014年7月21日 | 神戸メリケンパーク                         |
| 音霊 OTODAMA SEA STUDIO 2014                   | 2014年7月27日 | 由比ヶ浜海岸                               |
| TOKYO IDOL FESTIVAL 2014                       | 2014年8月2日  | ダイバーシティ東京プラザ、湾岸スタジオ屋上 |
| テレ西夏祭り2014                               | 2014年8月3日  | TNC放送会館内および福岡タワー周辺          |
| 「アイツに夏」発売記念イベント                 | 2014年8月5日  | TOWER mini ダイバーシティ東京プラザ店      |
| 「アイツに夏」発売記念イベント                 | 2014年8月6日  | ららぽーと TOKYOBAY店                      |
| 「アイツに夏」発売記念イベント                 | 2014年8月7日  | タワーレコード秋葉原店                     |
| 「アイツに夏」発売記念イベント                 | 2014年8月9日  | タワーレコード池袋店                       |
| 「アイツに夏」発売記念イベント                 | 2014年8月10日 | 赤坂サカス（中止）                         |
| 「アイツに夏」発売記念イベント                 | 2014年8月10日 | タワーレコード錦糸町店                     |
| 「アイツに夏」発売記念イベント                 | 2014年8月24日 | 赤坂サカス                                 |
| G☆Girlsワンマン直前SP 真夏のFLASH LIVE         | 2014年8月23日 | Birth Shinjyuku                            |
| パステル☆シャワー Vol.5                        | 2015年2月1日  | 秋葉原CLUB GOODMAN                         |
| パステル☆シャワー Vol.6                        | 2015年2月1日  | 秋葉原CLUB GOODMAN                         |
| ポプキス主催ひな祭りSpecial                    | 2015年3月3日  | 初台DOORS                                  |

## タイアップ
| 楽曲                                 | タイアップ                                                            |
| ------------------------------------ | --------------------------------------------------------------------- |
| 飛び出せサマー                       | TBS系『7つの海を楽しもう!世界さまぁ〜リゾート』エンディングテーマ     |
| 飛び出せサマー                       | BS-TBS『マリンの海物語!〜ドリームプロジェクトM〜』エンディングテーマ  |
| 飛び出せサマー                       | 『CRまわるんパチンコ大海物語3』イメージソング                         |
| 飛び出せサマー                       | 『CR大海物語3スペシャル』イメージソング                               |
| 飛び出せサマー                       | 『CRA大海物語3 With アグネス・ラム』イメージソング                    |
| 飛び出せサマー                       | 『CR大海物語 BLACK』イメージソング                                    |
| 夏色サンセット                       | TBS系『7つの海を楽しもう!世界さまぁ〜リゾート』エンディングテーマ     |
| 夏色サンセット                       | 『CR海物語アクア』イメージソング                                      |
| マリンブルー・シークレット           | TBS系『7つの海を楽しもう!世界さまぁ〜リゾート』エンディングテーマ     |
| マリンブルー・シークレット           | BS-TBS『マリンの海物語!〜ドリームプロジェクトM〜』エンディングテーマ  |
| マリンブルー・シークレット           | 『CRまわるんパチンコ大海物語3』イメージソング                         |
| マリンブルー・シークレット           | 『CR大海物語3スペシャル』イメージソング                               |
| マリンブルー・シークレット           | 『CRA大海物語3 With アグネス・ラム』イメージソング                    |
| マリンブルー・シークレット           | 『CR大海物語 BLACK』イメージソング                                    |
| サマ☆パラ                            | TBS系『7つの海を楽しもう!世界さまぁ〜リゾート』エンディングテーマ     |
| サマ☆パラ                            | 『CR海物語アクア』イメージソング                                      |
| アイツに夏                           | TBS系『7つの海を楽しもう!世界さまぁ〜リゾート』エンディングテーマ     |
| アイツに夏                           | BS-TBS『マリンの海物語!〜ドリームプロジェクトM〜』エンディングテーマ  |
| アイツに夏                           | 『CRまわるんパチンコ大海物語3』イメージソング                         |
| アイツに夏                           | 『CR大海物語3スペシャル』イメージソング                               |
| サクラ Vacation                      | 『CRスーパー海物語 IN 沖縄3 桜バージョン』イメージソング              |
| ちゅらシー 〜桜Ver〜                 | 『CRスーパー海物語 IN 沖縄3 桜バージョン』イメージソング              |
| ちゅらシー 〜桜Ver〜                 | 『Pスーパー海物語 IN 沖縄5 夜桜超旋風』イメージソング                 |
| ちゅらシー 〜桜Ver〜                 | 『PAスーパー海物語 IN 沖縄5 夜桜超旋風 99ver.』イメージソング         |
| ギンギラミラーボール                 | 『CRギンギラパラダイス情熱カーニバル』イメージソング                  |
| ギンギラミラーボール                 | 『CRAギンギラパラダイス 情熱カーニバル 強99バージョン』イメージソング |
| みんなのサンバ 〜WHOLE WORLD HAPPY〜 | 『CRギンギラパラダイス情熱カーニバル』イメージソング                  |
| みんなのサンバ 〜WHOLE WORLD HAPPY〜 | 『CRAギンギラパラダイス 情熱カーニバル 強99バージョン』イメージソング |
| 夏の奇跡                             | 『CR大海物語 BLACK』イメージソング                                    |
| 夏空 -かけがえのないDays-            | 『CR大海物語 BLACK』イメージソング                                    |
| 星に伝えて                           | 『CR大海物語 BLACK』イメージソング                                    |